# Турна Большая
Турна Большая (бел. Ту́рна Вялі́кая) — агрогородок в Каменецком районе Брестской области Беларуси. Входит в состав Видомлянского сельсовета. Население — 592 человека (2019).

## География
Деревня Турна Большая находится в 15 км к юго-западу от города Каменец и в 20 км к северо-востоку от центра Бреста. Деревня находится в юго-восточной оконечности Каменецкого района, рядом проходят границы с Брестским и Жабинковским районами. Севернее расположена деревня Задворье, южнее — Турна Малая. Местность относится к бассейну Вислы, западнее Большой Турны протекает река Градовка, приток Лесной. Через агрогородок проходит шоссе Р-83 на участке Брест — Каменец, от него в Большой Турне ответвляется дорога на село Пелище.

## История
Имение Турна упоминается в письменных источниках с 1477 года, как шляхетское имение рода Ильиничей. После Ильиничей оно перешло к несвижской ветви рода Радзивиллов.
После административной реформы середины XVI века в Великом княжестве Литовском — село в Берестейском повете Берестейского воеводства.
В 1671 году Радзивиллы выстроили здесь деревянный дворец с большим пейзажным парком и зверинцем. Дворец просуществовал до второй половины XIX века. Во второй половине XVIII века владельцем усадьбы был Михаил Казимир Радзивилл «Рыбонька», а затем его дочка Жозефина. После брака последней с хорунжим великим литовским графом Михаилом Грабовским, имение перешло в собственность рода Грабовских.
После третьего раздела Речи Посполитой (1795) Турна в составе Российской империи, принадлежала Брестскому уезду Гродненской губернии. По переписи 1897 года 61 двор, 471 житель.

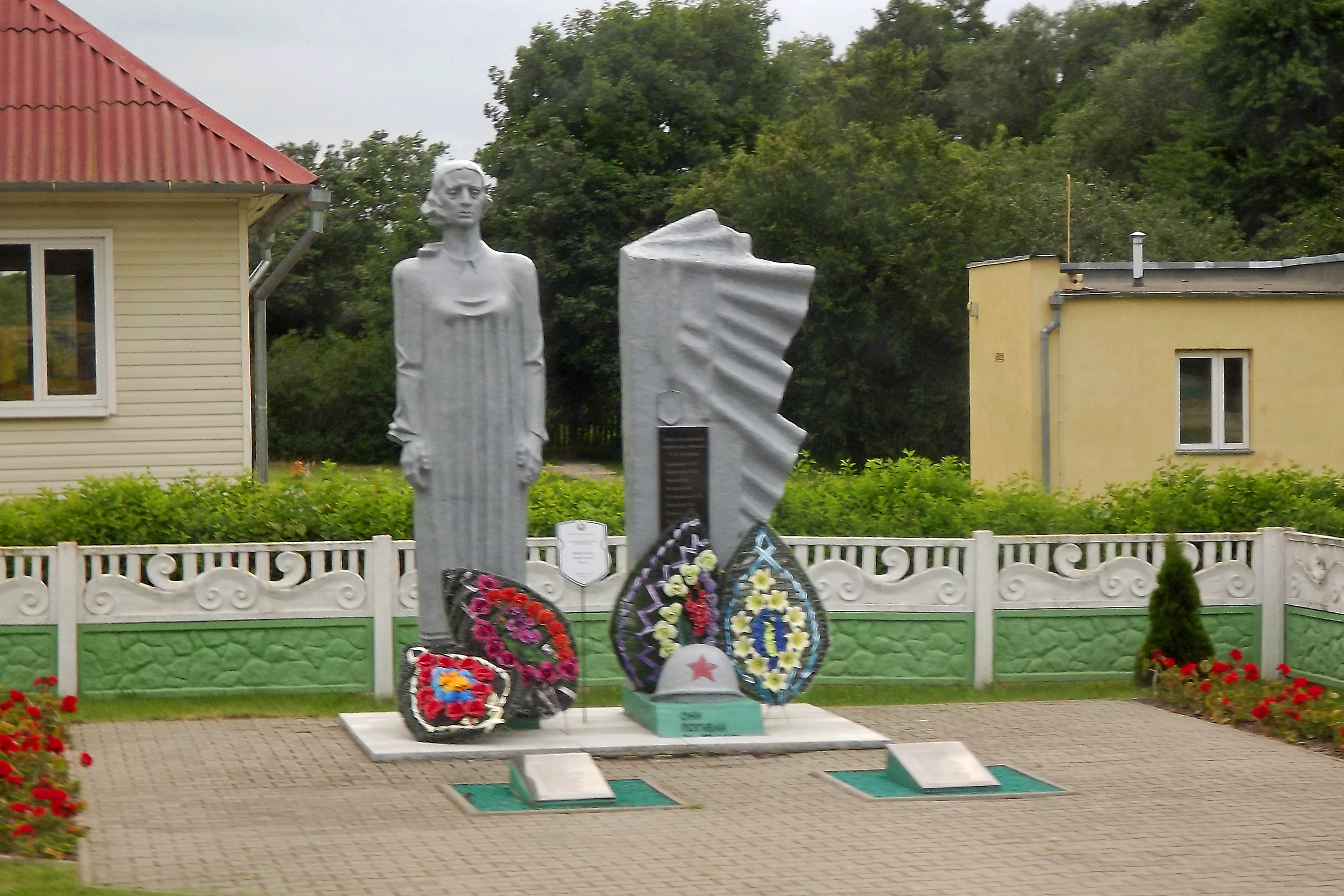

Согласно Рижскому мирному договору (1921) деревня вошла в состав межвоенной Польши, где принадлежала Брестскому повету Полесского воеводства. С 1939 года в составе БССР.
В 1940—1954 годах центр Турнавского сельсовета.
В 2009 году деревня Турна Большая преобразована в агрогородок.

## Население

### Численность
- 2009 год — 575 жителей

### Динамика
- 1999 год — 472 жителей
- 2009 год — 575 жителей

## Культура
- Дом культуры

## Достопримечательности
- От бывшей усадьбы Радзивиллов-Грабовских сохранились фрагменты парка и хозпостройка.
- Братская могила советских воинов (автор памятника – А.И.Лыщик)[6], ул. Брестская —  Историко-культурная ценность Республики Беларусь, шифр 113Д000036.
- Деревянное здание школы, построенное в 20-30 годах XX века.

Братская могила включена в Государственный список историко-культурных ценностей Республики Беларусь.